# Oskar Kuhn
Oskar Kuhn (München, 7 maart 1908 – 1990) was een Duitse paleontoloog.

## Biografie
Kuhn werd opgeleid in Dinkelsbühl en Bamberg en studeerde daarna natuurwetenschappen, met als specialisatie geologie en paleontologie aan de Universiteit van München, waar hij in 1932 promoveerde.
Hij werkte in het Geologisch Instituut van de Universiteit van München, onder andere aan de Fossilium Catalogus en vervolgens in 1938 op een stipendium van de Deutsche Forschungsgemeinschaft, verhuisde hij naar de Universiteit van Halle, waar hij werkte aan de Geiseltal-fossielen. In 1939 behaalde hij zijn Habilitation met een proefschrift over de Halberstadt Keuper fauna en in 1940 werd hij benoemd tot privaatdocent in de geologie en paleontologie.
Beïnvloed door zijn katholieke religie, was Kuhn een exponent van de idealistische morfologie: hij zag evolutie als alleen verlopend binnen vooraf bepaalde morfologische klassen. In 1943 verklaarde hij: 'De theorie van afstamming is ingestort'. Na een politiek conflict met zijn mentor Johannes Weigelt over evolutie, werd Kuhns onderwijsbevoegdheid ingetrokken (in een daad die bekend staat als "remotion") in november 1941. Hij moest Halle verlaten en werd meteen opgeroepen voor oorlogsdienst bij de Wehrmacht. In februari 1942 werd hij wegens een longziekte vrijgelaten. (Hij was van 1933 tot 1936 lid van de SA, maar vertrok om gezondheidsredenen.)
In 1947 werd hij buitengewoon hoogleraar aan de Universiteit van Bamberg, maar vertrok na korte tijd.

## Overlijden
Oskar Kuhn overleed in 1990 op 82-jarige leeftijd.

## Geselecteerde werken
- Paläozoologie in Tabellen. (1940)
- Lehrbuch der Paläozoologie. (1949)
- Die Deszendenztheorie: Grundlegung der Ganzheitsbiologie. (1951)
- Lebensbilder und Evolution fossiler Saurier, Amphibien und Reptilien. (1961) (met Hartmut Haubold)
- Die Vorzeitlichen Wirbellosen. System und Evolution. (1966)
- Handbuch der Paläoherpetologie - Encyclopedia of Paleoherpetology. Stuttgart, New York: G. Fischer, 1978- . ISBN 3-89937-007-4. OCLC.